# Улица Красных Зорь (Москва)
У́лица Кра́сных Зорь — улица в Москве на территории Можайского района Западного административного округа.

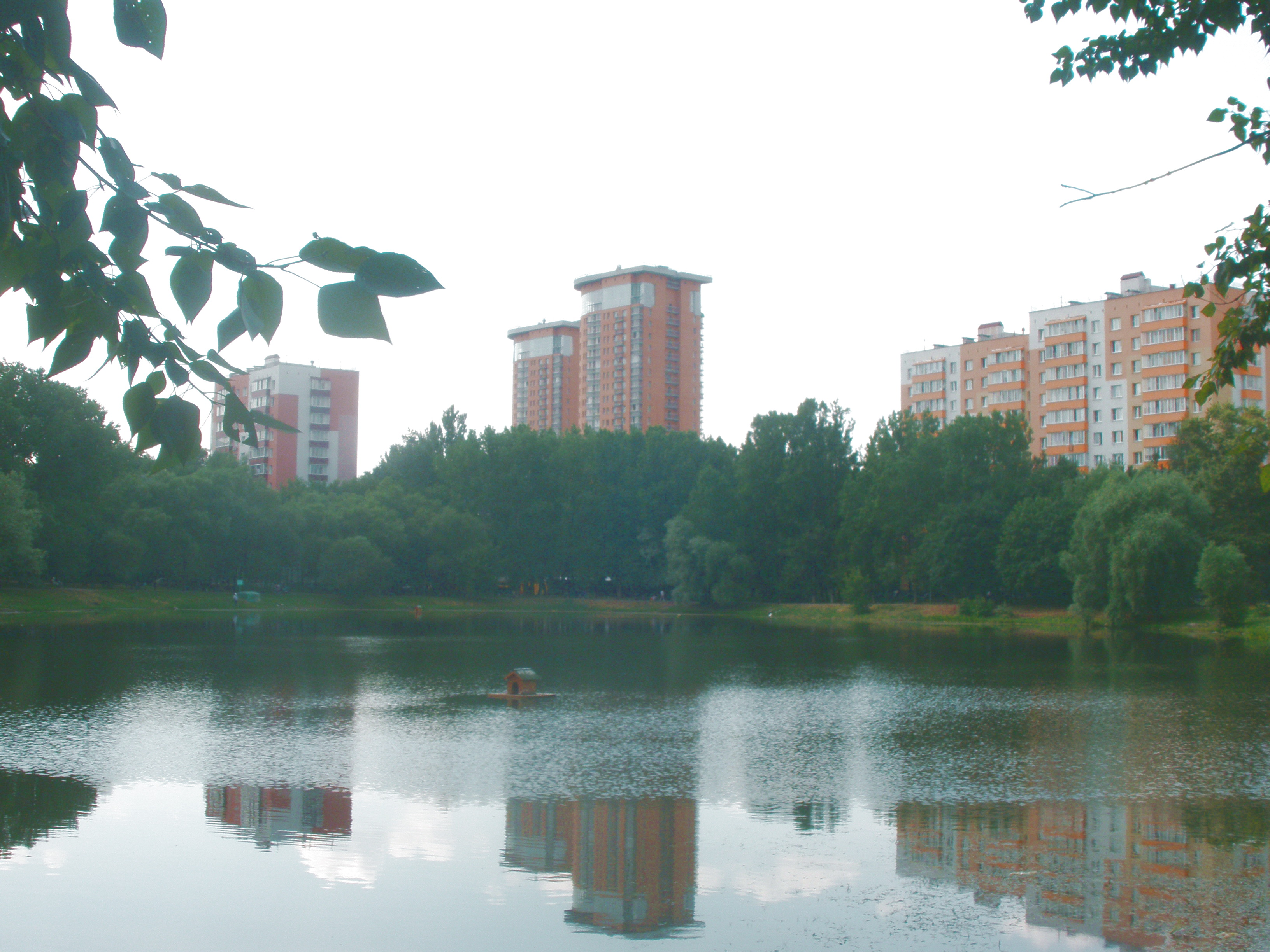
Пруд на улице Красных Зорь

## Расположение
Улица Красных Зорь начинается у железнодорожной станции Кунцево (на перекрёстке улицы Алексея Свиридова и улицы Клочкова), идёт параллельно железной дороге Белорусского направления в сторону платформы Рабочий Посёлок до Гвардейской улицы. Движение — по 2 полосы в каждом направлении. Продолжением её является улица Маршала Неделина (по 1-й полосе в каждом направлении). У станции Кунцево под улицей Красных Зорь проходит Рублёвское шоссе (путепровод Маршала Неделина).
Сохранился также участок старой трассы улицы Красных Зорь (до спрямления), который проходит южнее основной трассы от улицы Багрицкого мимо домов № 19, 21, 37, Богдановского (Можайского) пруда, территории школы № 802, выходя на Гвардейскую улицу.

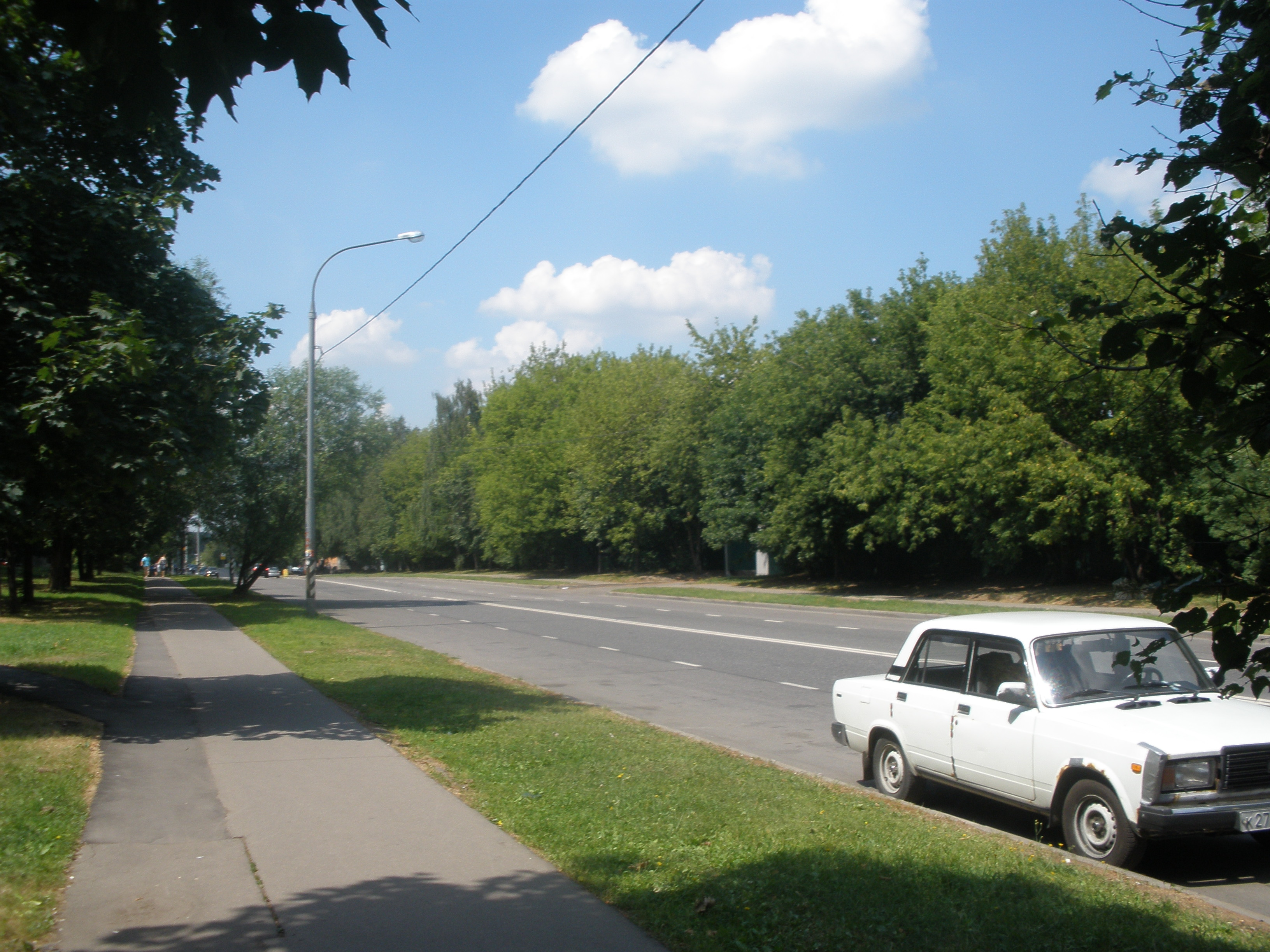

## История

Карта города Кунцево 1940 года, на которой видны Лесная и Пушкинская улица (ныне улица Красных Зорь)

В городе Кунцево параллельно ж.-д. путям Смоленского направления Московской железной дороги от станции Кунцево отходила Лесная улица, которая затем продолжалась Пушкинской улицей. После включения города Кунцево в состав Москвы в 1960 году из-за наличия в центре Москвы улиц с такими же названиями Лесная и Пушкинская были объединены и переименованы в улицу Красных Зорь.
Позднее севернее была проложена улица Маршала Неделина, спрямляющая повороты улицы Красных Зорь. Сейчас западная часть улицы является формально внутриквартальным проездом.

## Происхождение названия
Современное название улица получила 29 апреля 1965 года по располагавшемуся рядом совхозу «Красные Зори».

## Здания и сооружения

### По нечётной стороне
- № 19 — Компания РЭО
- № 21 — Мастер-Банк — банкомат, Георгий-А, Клуб Шопоголик
- № 33 — Вайден
- № 37 — Сервис Экоплюс, Дом быта Полюс
- № 61 — СОШ № 587

### По чётной стороне
- по чётной стороне примечательные здания и сооружения отсутствуют

## Транспорт

### Ближайшие станции метро
- «Кунцевская» Арбатско-Покровской и Филёвской линий, а также станция Кунцевская» Большой кольцевой линии (~ 500 м от конца улицы)

### Железнодорожный транспорт
- Станция «Кунцевская» Смоленского направления Московской железной дороги (в конце улицы)
- Станция «Рабочий Посёлок» Смоленского направления Московской железной дороги (в начале улицы)

### Наземный транспорт
По восточной части улицы проходят автобусы:
- 178: 66-й квартал Кунцева — Метро «Фили»
- 205: Яблоневый сад — Метро «Кунцевская»
- 275: 5-я микрорайон Солнцева — Метро «Кунцевская»